# Brother Records
Pour les articles homonymes, voir Brother.
Brother Records (BRI) est un label discographique américain. Il est fondé en 1966 et est également un holding qui détient la propriété intellectuelle de l'œuvre des Beach Boys. Ses actionnaires originels sont les six membres du groupe : Brian Wilson, Dennis Wilson (mort en 1983, ses parts sont revendues par ses héritiers), Carl Wilson (mort en 1998, ses parts sont toujours détenues par ses héritiers), Mike Love, Al Jardine et Bruce Johnston (il revend ses parts en 1971).

## Histoire

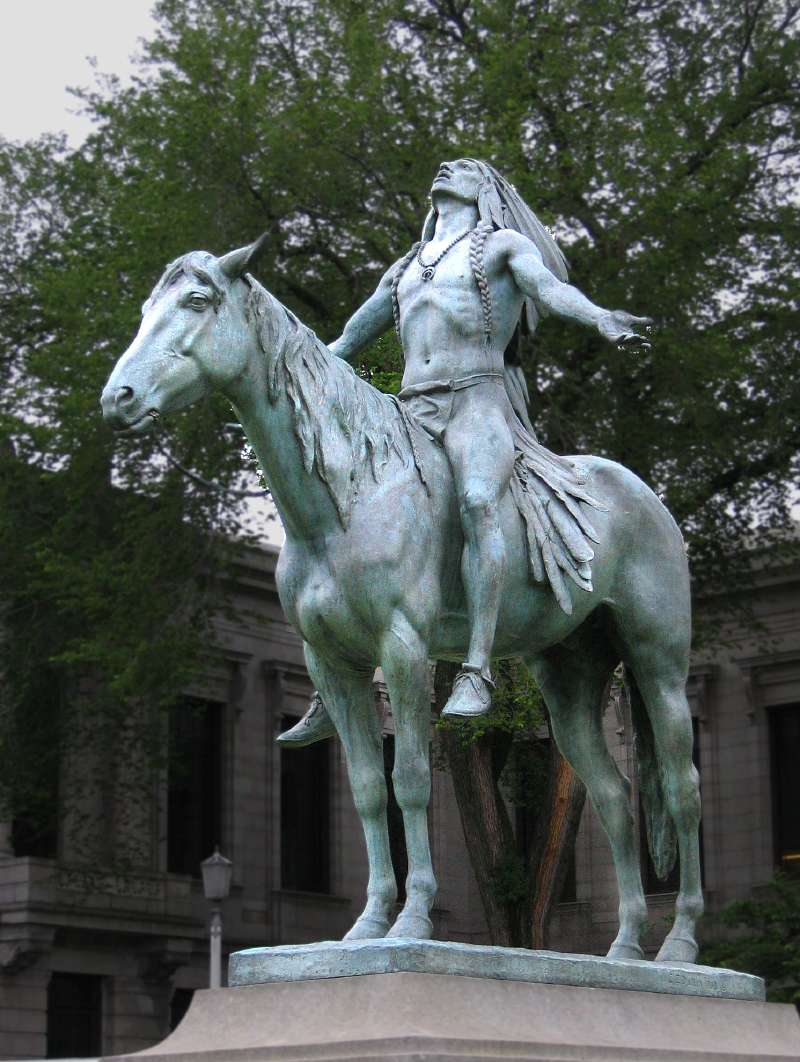
La statue Appeal to the Great Spirit (1909) de Cyrus E. Dallin a inspiré le logo de Brother Records.

Le label entre en activité en 1967 avec le 45 tours Heroes and Villains et l'album Smiley Smile, distribués par Capitol Records, la maison de disques des Beach Boys. Il cesse ensuite d'être utilisé jusqu'au départ du groupe de Capitol, à la fin des années 1960. Il est réactivé en 1970, la distribution étant désormais assurée par Reprise Records. Les Beach Boys restent chez Reprise jusqu'à la fin de la décennie, puis passent chez CBS, et les disques qui paraissent sur le label Brother sont dès lors distribués par Caribou Records.
Le logo de Brother Records représente la statue Appeal to the Great Spirit de Cyrus E. Dallin : un Amérindien à cheval, les bras ouverts et la tête en arrière. 
De tous les albums sortis avec le label Brother, un seul n'est pas des Beach Boys : The Flame, du groupe du même nom, produit par Carl Wilson et sorti en 1970. En 1983, Brian Wilson cède ses droits de vote à son frère Carl Wilson, mais il les récupère plus tard. En 1986, ils ont publié une compilation intitulée 25 Years of Good Vibrations en collaboration avec la société de boissons Sunkist.
Ce n'est qu'en 1992 que Brother Records est réactivé en tant que maison de disques, lorsque le groupe décide de sortir son nouvel album Summer in Paradise. Comme celui-ci s'est très mal vendu, ils perdent à nouveau beaucoup d'argent. À partir de la fin des années 1990, l'ensemble du catalogue des Beach Boys est réédité par Brother Records, suivi de nombreuses compilations comme The Best of the Brothers Years. En 2003, ils ont publié le CD/DVD Live in Knebeworth via leur propre maison d'édition.
Dans les années 2010, il n'y a plus que quatre membres à part entière de Brother Records Inc. Alan Jardine, Brian Wilson, Mike Love et celui de Carl Wilson, qui est représenté par ses deux fils Jonah et Justyn Wilson. Selon Mike Love dans ses mémoires de 2016, les actionnaires de BRI ont continué à recevoir 17,5 % de tous les revenus selon les termes de la licence.
En février 2021, il est annoncé que Brian Wilson, Love, Jardine et la succession de Carl Wilson avaient vendu une participation majoritaire dans la propriété intellectuelle du groupe à Irving Azoff et à sa nouvelle société Iconic Artists Group.

## Discographie

### Capitol
- 1967 : The Beach Boys – Smiley Smile

### Reprises
- 1970 : The Flame – The Flame
- 1970 : The Beach Boys – Sunflower
- 1971 : The Beach Boys – Surf's Up
- 1972 : The Beach Boys – Carl and the Passions - "So Tough" / Pet Sounds
- 1973 : The Beach Boys – Holland
- 1973 : The Beach Boys – The Beach Boys in Concert
- 1974 : The Beach Boys – Wild Honey / 20/20
- 1974 : The Beach Boys – Friends / Smiley Smile
- 1974 : The Beach Boys – Pet Sounds
- 1975 : The Beach Boys – Good Vibrations: Best of the Beach Boys
- 1975 : The Beach Boys – 15 Big Ones
- 1977 : The Beach Boys – Love You
- 1978 : The Beach Boys – M.I.U. Album

### Caribou
- 1979 : The Beach Boys – L.A. (Light Album)
- 1980 : The Beach Boys – Keepin' the Summer Alive
- 1981 : The Beach Boys – Ten Years of Harmony
- 1985 : The Beach Boys – The Beach Boys